# クンペンゴプテルス
クンペンゴプテルス（学名：Kunpengopterus）は、中華人民共和国北部から化石が産出した、ダーウィノプテルス類に属する翼竜の属。クンペンゴプテルス・シネンシス（K. sinensis）とクンペンゴプテルス・アンティポリカツス（K. antipollicatus）の2種が知られている。

## 発見史
クンペンゴプテルス・シネンシスはホロタイプ標本 IVPP V16047 が知られている。本標本は中国・遼寧省西部の建昌県に分布する髫髻山層あるいは海房溝層から産出した、完全な頭蓋骨と下顎を伴うほぼ完全な骨格である。これらの地層の年代には議論がある。この圧縮化石は成熟個体のものである。骨の他には軟体部や、嘔吐された魚類の遺骸と思われるものも保存されている。

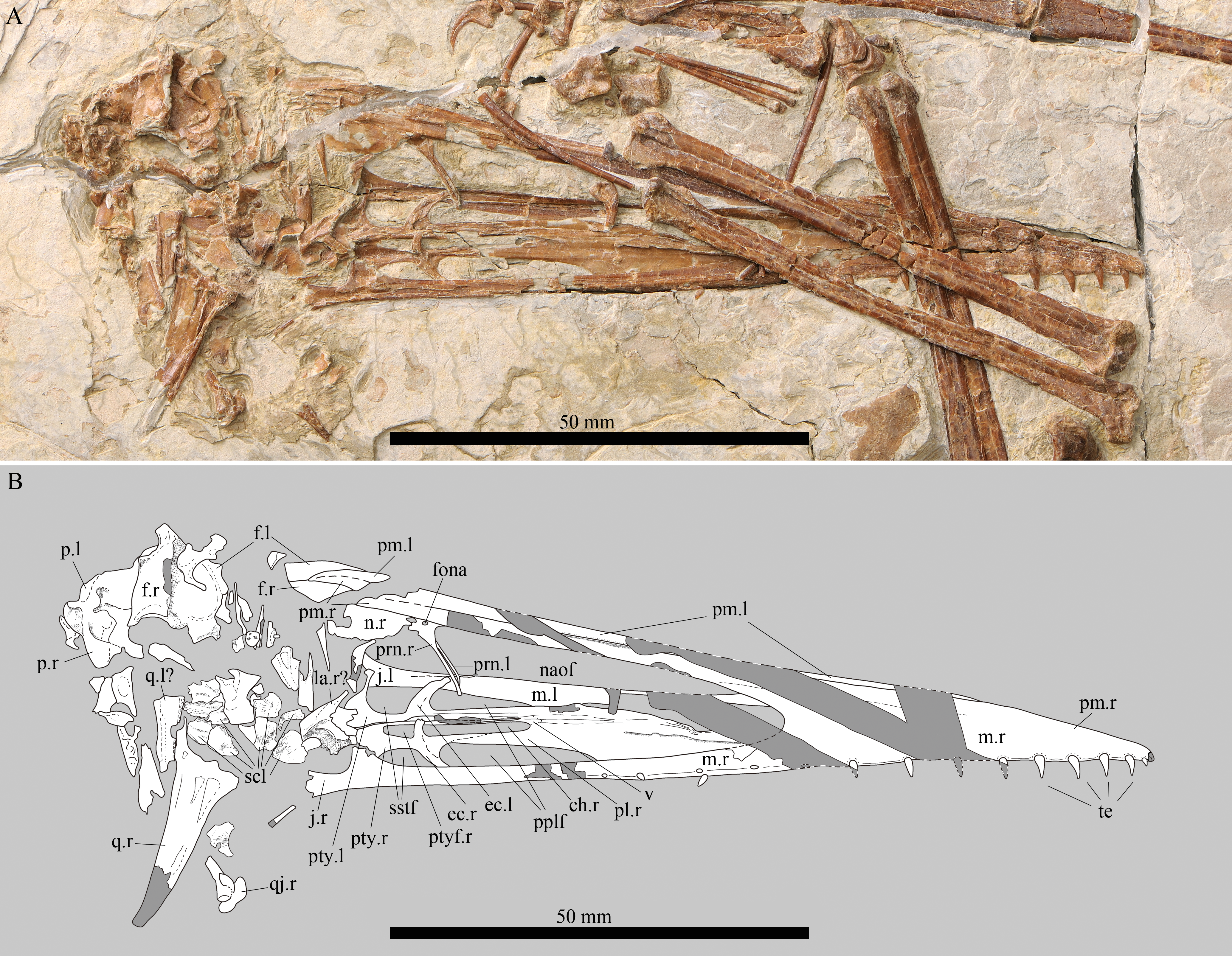
K. sinensisに分類された標本の頭蓋骨

クンペンゴプテルス属のタイプ種であるクンペンゴプテルス・シネンシスはWang et al. (2010)で記載・命名された。属名はオーロラの神話的説明である中国の民話に登場する巨大な魚あるいはクジラである鯤 (kun) と鯤が転じて生じる巨鳥である鵬 (peng)、「翼」を意味するラテン語化したギリシア語pteronに由来する。種小名は中国から産出したことを反映している。2017年に記載された追加標本 IVPP V 23674 も頭蓋骨を伴う骨格である。
本属の第2の種であるクンペンゴプテルス・アンティポリカツスはZhou et al. (2021)で記載された。本標本は中国・河北省に分布する髫髻山層から産出したものであり、その年代層序はZhou et al. (2021)において上部ジュラ系オックスフォーディアン階とされている。種小名は古代ギリシア語で「反対の」を意味するantiと「親指」を意味するpollexに由来し、翼に存在する第I指が対向性を有することを反映している。

## 特徴

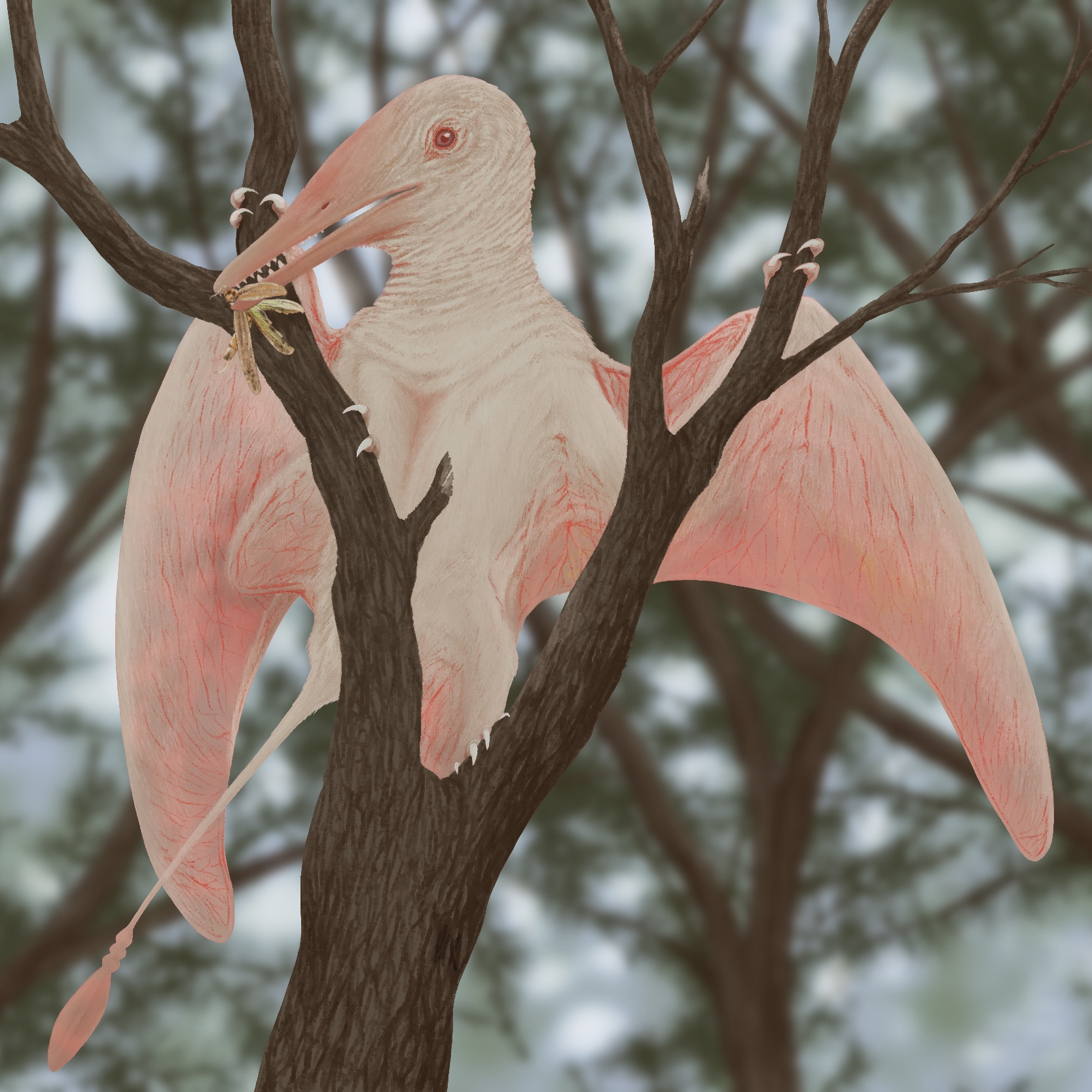
クンペンゴプテルス・アンティポリカツスのアルビノ個体復元図

クンペンゴプテルスの頭部は長く、頭蓋骨長は106.9ミリメートルに達する。頸椎も比較的長い。鼻孔は前眼窩窓と癒合しているが、これらの開口部は幅広かつ前後に向いたprocessus nasalisによって部分的に隔てられている。processus nasalis自体には垂直方向に向いた小型かつ涙型の開口部が存在する。頭蓋骨には上下に低い骨質の鶏冠が存在しており、眼窩のすぐ後側に位置する。保存された軟組織からこの鶏冠は軟骨によって伸びており、また黄色の変色部から皮膚片によって後側に拡大していた可能性があることが示唆されている。吻部の鶏冠や下顎下部のキールの存在は示唆されていない。頭蓋骨の後側は丸みを帯びる。尾は堅く長い。第5指は長く、強く湾曲する。
クンペンゴプテルス・アンティポリカツスは母指対向性を有しており、これは哺乳類以外の脊椎動物において珍しい例である。

## 生物学

### 食性とペレットの吐き戻し
ペリット化石の発見から、鳥類などに見られる消化できなかったものをペリットと呼ばれる塊として吐き出す習性を持っていたことが示唆されている。これらの塊から、古代のタラ科の魚を主食にしていたと推測されている。

### 性差
性を決定的に同定可能な最初のクンペンゴプテルスの化石は、浙江自然博物馆に所蔵されたZMNH M8802である。「ミセスT」という愛称のある本標本は当初2011年に呂君昌がダルウィノプテルスの標本として記載したものであったが、Wang et al.(2015)がクンペンゴプテルスとして再分類し、さらにその後Zhou et al. (2021)が本標本をクンペンゴプテルス・アンティポリカツスのパラタイプ標本に指定した。本標本には大腿骨の間に卵の印象化石が存在し、骨盤に近接して保存されている。本標本は骨盤が広く、また鶏冠が存在した証拠が無い。卵はおそらく腐敗の過程で体外に排出されたものとされ、本標本は性的二形に関する仮説を支持するものとなった。
しかし、この仮説には批判もある。翼竜研究者のケヴィン・パディアンはLü et al. (2011)の結論を疑問視し、角竜など精巧なディスプレイのクレストを持つ他の動物が成長に応じてクレストの形態を劇的に変化させることについて2011年のインタビューにおいて言及した。パディアンは「ミセスT」の標本が鶏冠を持たない亜成体であった可能性を指摘した。さらに、2017年に発表されたウコンゴプテルス科の変異の厳密な分析では、同科の鶏冠は個体差が大きく、鶏冠の有無と骨盤の解剖学的特徴との間の一貫した相関関係が存在しないことが指摘された。

### 繁殖
Lü et al. (2011)によって記載された「ミセスT」の標本は、クンペンゴプテルスと一般的な翼竜の繁殖戦略に視座を与えるものとなった。より後の時代の翼竜や現生の爬虫類の卵と同様に、クンペンゴプテルスの卵は羊皮紙のような柔らかい殻に被覆されていた。現生鳥類の卵殻はカルシウムを含む硬質なものであり、胚を外界から遮蔽している。殻の柔らかい卵は透水性があり、成長中に大量の水を卵に吸収させる。このタイプの卵は風雨に弱く、典型的には土壌に埋められる。クンペンゴプテルスの卵は重量約6グラムであったと推定されるが、水の取り込みによって孵化するまでにその重量を倍増させていた可能性がある。「ミセスT」の体重は110グラムから220グラムと推定されており、母親の体重に対する卵の重量の比率は鳥類よりもむしろ爬虫類に近い小さなものである。論文の共著者であるデイヴィッド・アンウィンは、クンペンゴプテルスが一度に多くの卵を産卵し、孵化した幼体も飛翔可能で親の保護なく生育したと推論した。現生鳥類の繁殖と異なり、翼竜は現生爬虫類により近い繁殖を行っていたようである。
しかし、2015年には異なる標本IVPP V18403が報告された。本標本は体内に1個の追加の卵が存在しており、活動する2個の卵巣が存在して一度に1個の卵を産卵することが示唆される。

## 分類
クンペンゴプテルスはウコンゴプテルス科に分類されている。Zhou et al. (2021)の系統解析では、本属はウコンゴプテルスやクスピセファルスやダルウィノプテルスなどと共にダーウィノプテルス類に置かれた。以下はZhou et al. (2021)に基づくクラドグラムである。
|  | Changchengopterus pani |
|  |                        |
|  | 翼指竜亜目             |
|  |                        |

|  | Kunpengopterus sinensis       |
|  |                               |
|  | Kunpengopterus antipollicatus |
|  |                               |

|  | Wukongopterus lii                                                                 |
|  |                                                                                   |
|  | \| \| Cuspicephalus scarfii \| \| \| \| \| \| Darwinopterus modularis \| \| \| \| |
|  |                                                                                   |
|  | Cuspicephalus scarfii                                                             |
|  |                                                                                   |
|  | Darwinopterus modularis                                                           |
|  |                                                                                   |

|  | Cuspicephalus scarfii   |
|  |                         |
|  | Darwinopterus modularis |
|  |                         |

|  | Kunpengopterus sinensis       |
|  |                               |
|  | Kunpengopterus antipollicatus |
|  |                               |

|  | Wukongopterus lii                                                                 |
|  |                                                                                   |
|  | \| \| Cuspicephalus scarfii \| \| \| \| \| \| Darwinopterus modularis \| \| \| \| |
|  |                                                                                   |
|  | Cuspicephalus scarfii                                                             |
|  |                                                                                   |
|  | Darwinopterus modularis                                                           |
|  |                                                                                   |

|  | Cuspicephalus scarfii   |
|  |                         |
|  | Darwinopterus modularis |
|  |                         |

|  | Kunpengopterus sinensis       |
|  |                               |
|  | Kunpengopterus antipollicatus |
|  |                               |

|  | Wukongopterus lii                                                                 |
|  |                                                                                   |
|  | \| \| Cuspicephalus scarfii \| \| \| \| \| \| Darwinopterus modularis \| \| \| \| |
|  |                                                                                   |
|  | Cuspicephalus scarfii                                                             |
|  |                                                                                   |
|  | Darwinopterus modularis                                                           |
|  |                                                                                   |

|  | Cuspicephalus scarfii   |
|  |                         |
|  | Darwinopterus modularis |
|  |                         |

|  | Kunpengopterus sinensis       |
|  |                               |
|  | Kunpengopterus antipollicatus |
|  |                               |

|  | Wukongopterus lii                                                                 |
|  |                                                                                   |
|  | \| \| Cuspicephalus scarfii \| \| \| \| \| \| Darwinopterus modularis \| \| \| \| |
|  |                                                                                   |
|  | Cuspicephalus scarfii                                                             |
|  |                                                                                   |
|  | Darwinopterus modularis                                                           |
|  |                                                                                   |

|  | Cuspicephalus scarfii   |
|  |                         |
|  | Darwinopterus modularis |
|  |                         |

|  | Changchengopterus pani |
|  |                        |
|  | 翼指竜亜目             |
|  |                        |

|  | Kunpengopterus sinensis       |
|  |                               |
|  | Kunpengopterus antipollicatus |
|  |                               |

|  | Wukongopterus lii                                                                 |
|  |                                                                                   |
|  | \| \| Cuspicephalus scarfii \| \| \| \| \| \| Darwinopterus modularis \| \| \| \| |
|  |                                                                                   |
|  | Cuspicephalus scarfii                                                             |
|  |                                                                                   |
|  | Darwinopterus modularis                                                           |
|  |                                                                                   |

|  | Cuspicephalus scarfii   |
|  |                         |
|  | Darwinopterus modularis |
|  |                         |

|  | Kunpengopterus sinensis       |
|  |                               |
|  | Kunpengopterus antipollicatus |
|  |                               |

|  | Wukongopterus lii                                                                 |
|  |                                                                                   |
|  | \| \| Cuspicephalus scarfii \| \| \| \| \| \| Darwinopterus modularis \| \| \| \| |
|  |                                                                                   |
|  | Cuspicephalus scarfii                                                             |
|  |                                                                                   |
|  | Darwinopterus modularis                                                           |
|  |                                                                                   |

|  | Cuspicephalus scarfii   |
|  |                         |
|  | Darwinopterus modularis |
|  |                         |

|  | Kunpengopterus sinensis       |
|  |                               |
|  | Kunpengopterus antipollicatus |
|  |                               |

|  | Wukongopterus lii                                                                 |
|  |                                                                                   |
|  | \| \| Cuspicephalus scarfii \| \| \| \| \| \| Darwinopterus modularis \| \| \| \| |
|  |                                                                                   |
|  | Cuspicephalus scarfii                                                             |
|  |                                                                                   |
|  | Darwinopterus modularis                                                           |
|  |                                                                                   |

|  | Cuspicephalus scarfii   |
|  |                         |
|  | Darwinopterus modularis |
|  |                         |

|  | Kunpengopterus sinensis       |
|  |                               |
|  | Kunpengopterus antipollicatus |
|  |                               |

|  | Wukongopterus lii                                                                 |
|  |                                                                                   |
|  | \| \| Cuspicephalus scarfii \| \| \| \| \| \| Darwinopterus modularis \| \| \| \| |
|  |                                                                                   |
|  | Cuspicephalus scarfii                                                             |
|  |                                                                                   |
|  | Darwinopterus modularis                                                           |
|  |                                                                                   |

|  | Cuspicephalus scarfii   |
|  |                         |
|  | Darwinopterus modularis |
|  |                         |